# Émile Bongiorni
Émile Bongiorni (Boulogne-Billancourt, 19 maart 1921 – Superga, 4 mei 1949) was een Frans voetballer die speelde als aanvaller.
Hij speelde voor Racing Club Paris toen hij voor het eerst werd opgeroepen voor het Franse nationale voetbalelftal. Hij speelde in totaal 5 interlands. In 1948 verhuisde hij van Racing Club naar Torino FC waarbij hij deel uitmaakte van Il Grande Torino.

## Superga-vliegramp
Op 4 mei 1949, aan het eind van een terugvlucht vanuit Lissabon, was het zicht boven Turijn zeer slecht, en maakte de piloot een vergissing, waardoor het vliegtuig tegen de ommuring van de basiliek van Superga vloog en verongelukte. Alle 31 inzittenden, onder wie Bongiorni, kwamen bij de Superga-vliegramp om het leven, waarmee ook aan het tijdperk van Il Grande Torino een einde kwam.

## Erelijst
- Serie A (1): 1948–49 (Torino FC; postuum)